# Norah C. James
Norah Margaret Ruth Cordner James (1896 - 19 novembre 1979) est une romancière anglaise prolifique dont le premier livre, Sleeveless Errand (1929) a été jugé pour obscénité par le tribunal de police de Bow Street.

## Biographie
Norah C. James naît en 1896 à Londres de John Henry Cordner James et de sa femme Marie Cordner James. Elle a trois frères. Né à Redruth, dans le Cornwall, son père est ingénieur consultant pour les mines. Marie Cordner James, bien que née aux Etats-Unis, est irlandaise. Lors du recensement de 1901, la famille James vit à Belsize Park Gardens, où elle emploie 4 domestiques.
A l'adolescence, James s'intéresse au mouvement des suffragettes et parvient à convaincre sa mère de l'accompagner. Celle-ci constate, horrifiée, que Norah a appris à faire taire les hommes irrespectueux.
Après avoir étudié aux Beaux-Arts de la Slade School, et avant de commencer à publier, elle travaille entre autres pour le Ministère des Pensions. James y réalise la nécessité que le personnel s'organise pour l'amélioration des conditions de travail, elle en devient alors le porte-parole. A la même époque, elle adhère au Club 1917, un club politique et littéraire, d’obédience socialiste, fondé par Leonard Woolf, le compagnon de Virginia Woolf, qui réunit des activistes comme des écrivains parmi lesquels Harold Laski ou encore H.G. Wells. James ne tait pas son engagement politique. Mais elle est aussi sculptrice, conductrice, journaliste, secrétaire politique d'un candidat parlementaire  ou encore responsable publicitaire pour Jonathan Cape , l'éditeur du Puits de Solitude de Radclyffe Hall. Connaissant cette dernière, James, en 1928, assiste au procès intenté à ce livre qui parce qu'il traite d'homosexualité est poursuivi pour obscénité,.
L'année suivante, à 33 ans, James publie son premier livre, Sleeveless Errand. Celui-ci est également jugé pour atteinte aux bonnes mœurs. Condamné à la destruction, la majorité des  exemplaires sont détruits. Il sera ré-édité la même année à Paris.
Entre 1929 et sa mort, James publie une soixantaine de livres.
Barbara Beauchamp est la compagne de James durant la dernière partie de la vie de celle-ci. Sa dernière adresse est le 188 Naish Court Extension, Bemerton Street, Kings Cross, London N1. James meurt à l'University College Hospital, à Londres, le 19 novembre 1979. Sa succession s'élève à £3,449.

## Carrière

### Sleeveless Errand (La vaine équipée)
Après avoir été refusé par Jonathan Cape et Hogarth Press, Virginia Woolf le jugeant vulgaire, Sleeveless Errand est imprimé début 1929 sous la direction d'Eric Partridge, éditeur pour Scholartis Press. Un exemplaire de presse est envoyé en amont de sa sortie au directeur de publication du journal conservateur le Morning Post. Celui avertit la police de son contenu. A la veille de la mise en vente de Sleeveless Errand, le mercredi  20 février 1929, à 18h, la police saisit 517 copies du livre chez les deux plus grands distributeurs de Londres, alléguant son obscènité. À 20h, deux officiers font irruption dans l'appartement de Partridge, et l'escortent jusqu'au 30 Museum Street, dans les bureaux de la maison d'édition, où ils relèvent les noms de tous les libraires chez qui le livre a été déposé. La majorité des exemplaires vont être saisis ; un policier va même être commissionné pour attendre devant une librairie fermée le jeudi pour s'assurer que le livre n'est pas subtilisé. Dès le lendemain, dans tout Londres, la une des journaux titre  "Woman's Novel Seized". Si James  le remarque en se rendant travailler chez Johnatan Cape, elle n'apprend la saisie de son livre que plus tard dans la journée , A peine un mois plus tard, Sleeveless Errand est jugé pour outrage aux bonnes mœurs par le tribunal de police de Bow Street.
Le Times du 4 mars 1929 rapporte que le procureur, Percival Clarke, insistait sur le fait que "le roman pouvait avoir une mauvaise influence et [...] avait tendance à exciter les passions." Sleeveless Errand met en scène, dans une Angleterre de l'après-guerre, deux protagonistes : Paula Cranford, et Bill Cheland. La première vient de rompre avec son amant et projette de se suicider, en sautant d'une falaise en voiture, tandis que Bill Cheland vient d'apprendre que sa femme a une aventure extra-conjugale. Ils se rencontrent dans un café, et vont vivre les 48h suivantes ensemble, passant un pacte suicidaire. Le procureur souligne l'influence de l'alcool et les situations compromettantes auxquels les personnages se soumettent de bon gré. Mis dans la bouche d'un personnage féminin, les mots et expressions telles que "bloody hell", "for Christ's sake", "bitch", "balls", "homos", "whores"  qui parsèment le livre, choquent. Et également en jeu, le rapport de tolérance que les structures étatiques peuvent avoir envers les mœurs qui se sont déliées pendant et après la Première Guerre mondiale, et l'énonciation de celles-ci. Percival Clarke condamne à la destruction tous les exemplaires dont seuls quelques uns réchappent.
Sleeveless Errand est republié la même année à Paris par Jack Kahane aux futures éditions Obelisk Press,. En 1934, TS Matthews, directeur littéraire au Time, écrit dans The New Republic au sujet de ce roman que c'est "l'une des rares histoires convaincantes de suicide dont [il se] souvien[t]."  En 2013, le roman est décrit comme "une histoire mettant en scène les errances d'hétérosexuels blasés." 
Sleeveless Errand a été traduit en français sous le titre La Vaine Équipée en 1930 par Germain d'Hangest. Publié par les éditions Stock, le livre a été préfacé par Edmond Jaloux.

### Romans suivants
Le second livre de James, Hail! All Hail!, est également publiée en 1929 par la même maison d'édition, Scholartis Press. L'année suivante, sort To the Valiant aux Etats-Unis, aux éditions William Morrow & co. James est présentée par un journaliste comme "ce nouveau type de femmes anglaises qu'on aperçoit sur scène dans ces pièces de théâtre importées - une jeune personne fort athlétique, avec une coupe à la garçonne, et aux yeux bleus brûlants d'un feu clair son visage hâlé."
Écrivant à propos de Wanton Ways, le quatrième roman de James, Leonard Strong décrit James comme une "moralisatrice stricte", mais note que "dans ses pages le péché n'est pas un drame, le prix n'en est pas la mort, juste un mal de crâne saumâtre."    
En 1939, James publie son autobiographie, au titre ironique : I lived in a democracy. Durant la seconde guerre mondiale, en 1944, est publié un roman patriotique, Enduring Adventure. Si James écrit aussi des nouvelles, des livres pour enfants, de la non-fiction, son travail développe majoritairement des romans d'amour, où le thème de l'hôpital est fréquemment mis en scène.

## Œuvres (sélection)

### 1920
- Sleeveless Errand. Scholartis Press, London, 1929.
- Sleeveless Errand. Henry Babon & Jack Kahane, Paris, 1929.
- Hail! All Hail! [A novel.] Scholartis Press, London, 1929.

### 1930
- Shatter the Dream. A novel. Constable & Co., London, 1930.
- Wanton Ways. Duckworth, London, 1931.
- Hospital. A Novel. Duckworth, London, 1932.
- Tinkle the Cat: An Animal Story. Dent, London, 1932.
- Jake the Dog: An Animal Story. Dent, London, 1933. (With Ruth Vale)
- Jealousy. A Novel. Duckworth, London, 1933.
- Mrs Piffy: A Child's Eye View on Life. J.M. Dent & Sons, 1934. (photographs by C.C. Gaddum)
- Cottage Angles. J. M. Dent & Sons, London, 1935. (Wood engravings by Gwendolen Raverat)
- The Lion Beat the Unicorn. Duckworth, London, 1935.
- The Return. A Novel. Duckworth, London, 1935.
- By a Side Wind. [A Novel.]. Jarrolds, London, 1936.
- Sea View. Jarrolds, London, 1936.
- The Stars Are Fire. Cassell & Co., London, 1937.
- Women are Born to Listen. Cassell & Co., London, 1937.
- As High as the Sky. Cassell & Co., London, 1938.
- The House by the Tree.. Cassell & Co., London, 1938.
- I Lived in a Democracy. Longman, London, 1939.
- Mighty City. Cassell & Co., London, 1939.

### 1940
- The Gentlewoman. A novel. Cassell & Co., London, 1940.
- The Hunted Heart. Cassell & Co., London, 1941.
- The Long Journey. Cassell & Co., London, 1941.
- Two Selfish People. Cassell & Co., London, 1942.
- Enduring Adventure.. Cassell & Co., London, 1944.
- One Bright Day. Cassell & Co., London, 1945.
- Strap-Hangers. Bear Hudson, London, 1946.
- The Father. Cassell & Co., London, 1946.
- There Is Always Tomorrow. Macdonald & Co., London, 1946.
- Penny Trumpet. Macdonald & Co., London, 1947.
- Brittle Glory. Macdonald & Co., London, 1948.
- Swift to Sever. Macdonald & Co., London, 1949.
- Greenfingers and the Gourmet: a Background to Good Cooking. Nicholson & Watson, London, 1949. (With Barbara Beauchamp)

### 1950
- Pay the Piper. Macdonald & Co., London, 1950.
- Pedigree of Honey.  Macdonald & Co., London, 1951.
- Cooking in Cider. The World's Work, Kingswood, 1952.
- So Runs the River. Macdonald & Co., London, 1952.
- Silent Corridors. Hutchinson, London, 1953.
- Summer Storm. Macdonald & Co., London, 1953.
- Over the Windmill. Hutchinson, London, 1954.
- Man without Honour. Modern Publishing  Co., London, c.1955.
- Wed to Earth. Hutchinson, London, 1955.
- Mercy in Your Hands. Hutchinson, London, 1956.
- The Flower and the Fruit. Hutchinson, London, 1957.
- The True and the Tender. Hutchinson, London, 1958.
- Portrait of a Patient. Hutchinson, London, 1959.
- The Shadow Between. Hutchinson, London, 1959.

### 1960
- The Uneasy Summer. Hutchinson, London, 1960.
- The Wind of Change. Hurst & Blackett, London, 1961.
- Tangled Destiny. Hamilton & Co. Stafford, London, 1961.
- A Sense of Loss. Hutchinson, London, 1962.
- Sister Veronica Greene. Hurst & Blackett, London, 1963.
- The Green Vista. Hurst & Blackett, London, 1963.
- Bright Day Renewed. Hurst & Blackett, London, 1964.
- Small Hotel. Hurst & Blackett, London, 1965.
- Hospital Angles. Hurst & Blackett, London, 1966.
- Double Take. Hurst & Blackett, London, 1967.
- Point of Return. Hurst & Blackett, London, 1968.

### 1970
- There is no Why. Hurst & Blackett, London, 1970.  (ISBN 0091005302)
- Ward of Darkness. Hurst & Blackett, London, 1971.  (ISBN 0091059607)
- If Only. Hurst and Blackett, London, 1972.  (ISBN 0091138000)
- The Doctor's Marriage. Arrow Books, London, 1972.  (ISBN 0091093309)
- The Bewildered Heart. Hurst and Blackett, London, 1973.  (ISBN 0091174104)
- Love. Hurst and Blackett, London, 1975.  (ISBN 0091235308)